# Liste des œuvres d'Alexandre Glazounov

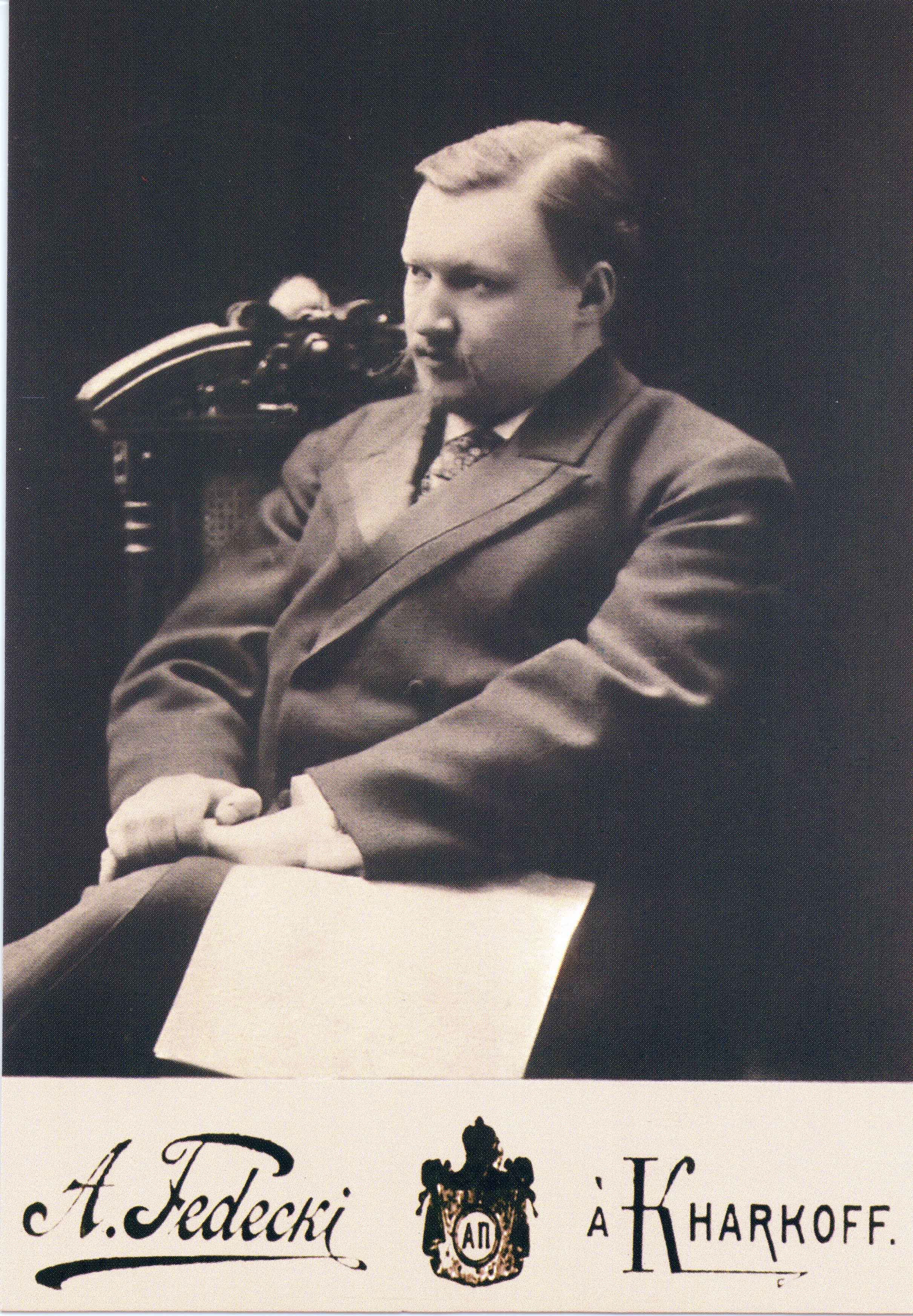
Alexander Glazunov en 1899

Voici la liste des œuvres d'Alexandre Glazounov.

## Classement par genre

### Scène
Op. 57 : Raymonda, ballet en trois actes (1898)
Op. 61 : Ruses d'amour ou The Trial of Damis ou Lady Soubrette, ballet en un acte (1900)
Op. 67 : Les Saisons, ballet en un acte (1900)
Op. 95 : Musique pour le drame Le Roi des Juifs d'après K.K. Romanov (1913)

### Musique orchestrale

#### Symphonies
Op. 5: Symphonie no 1 en mi majeur "Symphonie Slavone" (1881-1884)
Op. 16: Symphonie no 2 en fa dièse mineur "À la Mémoire de Liszt" (1886)
Op. 33: Symphonie no 3 en ré majeur (1890)
Op. 48: Symphonie no 4 en mi bémol majeur (1893)
Op. 55: Symphonie no 5 en si bémol majeur (1895)
Op. 58: Symphonie no 6 en ut mineur (1896)
Op. 77: Symphonie no 7 en fa majeur "Pastorale" (1902-1903)
Op. 83: Symphonie no 8 en mi bémol majeur (1905-1906)
Op. :Symphonie no 9 en ré mineur (1910), premier mouvement (incomplet, orchestré par Gavril Yudin)

#### Autres
Op. 3: Ouverture no 1 en sol mineur pour orchestre "Sur des thèmes grecs" (1882)
Op. 6: Ouverture no 2 en ré majeur pour orchestre (1883)
Op. 7: Sérénade no 1 en la majeur pour orchestre (1882)
Op. 8: À la Mémoire d'un Héros, élégie pour orchestre (1885)
Op. 9: Suite caractéristique en ré majeur pour orchestre (1884-1887)
Op. 11: Sérénade no 2 en fa majeur pour petit orchestre (1884)
Op. 12: Poème lyrique en ré bémol majeur pour orchestre (1884-1887)
Op. 13: Stenka Razine, poème symphonique en si mineur (1885)
Op. 14: Deux pièces pour orchestre (1886-1887)
Op. 18: Mazurka en sol majeur pour orchestre (1888)
Op. 19: La Forêt, fantaisie en ut dièse mineur pour orchestre (1887)
Op. 21: Marche nuptiale en mi bémol majeur pour orchestre (1889)
Op. 26A: Fête slave, esquisses symphoniques (arr. du quatuor no 3)
Op. 28: La Mer, fantaisie en mi majeur pour orchestre (1889)
Op. 29: Rhapsodie orientale en sol majeur pour orchestre (1889)
Op. 30: Le Kremlin, tableau symphonique en trois parties (1890)
Op. 32: Méditation en ré majeur pour violon et orchestre (1891)
Op. 34: Printemps, tableau symphonique en ré majeur (1891)
Op. 45: Carnaval, overture pour grand orchestre et orgue en fa majeur (1892)
Op. 46: Chopiniana, suite pour orchestre d'après des pièces de piano de Chopin (1893)
Op. 47: Valse de Concert no 1 en ré majeur pour orchestre (1893)
Op. 50: Cortège solennel en ré majeur pour orchestre (1894)
Op. 51: Valse de Concert no 2 en fa majeur pour orchestre (1894)
Op. 52: Scènes de ballet, suite, non conçue comme un morceau à danser (1894)
Op. 53: Fantaisie Des Ténèbres à la lumière pour orchestre (1894)
Op. 68: Pas de Caractère de Raymonda en sol majeur pour orchestre (1899)
Op. 69: Intermezzo romantico en ré majeur pour orchestre (1900)
Op. 73: Ouverture Solennelle pour orchestre (1900)
Op. 76: Marche sur un thème russe en mi bémol majeur (1901)
Op. 78: Ballade en fa majeur pour orchestre (1902)
Op. 79: Du Moyen Âge, suite en mi majeur pour orchestre (1902)
Op. 81: Scène dansée en la majeur pour orchestre (1904)
Op. 84: Le Chant du destin, ouverture dramatique en ré mineur pour orchestre (1908)
Op. 85: Deux Préludes pour orchestre (1908)
Op. 86:  Fantaisie russe en la majeur pour orchestra de balalaïkas (1906)
Op. 87: À la Mémoire de Gogol, prologue symphonique en ré majeur (1909)
Op. 88: Fantaisie finnoise en ré majeur pour orchestre (1909)
Op. 89: Esquisses finnoises en mi majeur pour orchestre (1912)
Op. 90: Introduction et Dance de Salomé, pour le drame d'Oscar Wilde (1908)
Op. 91: Cortège solennel en si bémol majeur pour orchestre (1910)
Op. 96: Paraphrase sur l'Hymne des Alliés pour orchestre (1914-1915)
Op. 99: Légende karélienne en la mineur pour orchestre (1916)
Op. 102: Romance de Nina d'après la pièce Mascarade (1918)

### Musique concertante
Op. 20: Deux Pièces pour violoncelle (1887-1888)
Op. 82: Concerto pour violon et orchestre en la mineur (1904)
Op. 92: Concerto no 1 en fa mineur pour piano et orchestre (1910-1911)
Op. 100: Concerto no 2 en si majeur pour piano et orchestre (1917)
Op. 100A/B: Mazurka Oberek (1917) pour violon et orchestre ou piano (1917)
Op. 108: Concerto Ballata en ré majeur pour violoncelle et orchestre (1931)
Op. 109: Concerto pour saxophone alto et orchestre à cordes en mi bémol majeur (1934) (même numéro d'opus que le quatuor, tout en étant different )
En 1896 il a arrangé le morceau pour violon et piano de Tchaikovsky Souvenir d'un lieu cher pour violon et orchestre.

### Musique vocale/chorale
Op. 40: Marche triomphale pour grand orchestre et chœur (1892)
Op. 56: Cantate du Couronnement pour quatre solistes, chœur et orchestre (1895)
Op. 65: Cantate d'après Pouchkine pour voix solistes, chœur et orchestre (1899)
Op. 97: Chant des bateliers de la Volga pour chœur et orchestre (1918)

### Musique de chambre
Quatuor à cordes
Op. 1: Quatuor à cordes no 1 en ré majeur (1881-1882)
Op. 10: Quatuor à cordes no 2 en fa majeur (1884)
Op. 26: Quatuor à cordes no 3 en sol majeur "Quatuor slave" (1886-1888)
Op. 64: Quatuor à cordes no 4 en la mineur (1894)
Op. 70: Quatuor à cordes no 5 en ré mineur (1898)
Op. 106: Quatuor à cordes no 6 en si bémol majeur (1920-1921)
Op. 107: Quatuor à cordes no 7 en ré majeur "Hommage au passé" (1930)
Op. 14: Rêverie orientale pour clarinette et quatuor à cordes (version originale de 2 Pièces pour orchestre) (1886)
Op. 15: Cinq Novelettes pour quatuor à cordes (1886)
Op. 35: Suite en ut majeur pour quatuor à cordes (1887-1891)
Op. 38: In Modo Religioso, quatuor pour trompette, cor et deux trombones (1892)
Op. 39: Quintette à cordes en la majeur pour quatuor à cordes et violoncelle (1891-1892)
Op. 105: Élégie en ré mineur pour quatuor à cordes en mémoire de M. P. Belaieff (1928)
Op. 109: Quatuor de Saxophones en si bémol majeur (1932)

### Musique instrumentale
Op. 17: Élégie en ré bémol majeur pour violoncelle et piano (1888)
Op. 24: Rêverie en ré bémol majeur pour cor et piano (1890)
Op. 32A: Méditation en ré majeur pour violon et piano (1891)
Op. 44: Élégie en sol mineur pour alto et piano (1893)
Op. 71: Chant du Ménestrel pour violoncelle et piano (1900) (une version existe pour violoncelle et orchestre)
Op. 93: Prélude et Fugue no 1 en ré majeur pour orgue (1906-1907)
Op. 98: Prélude et Fugue no 2 en ré mineur pour orgue (1914)
Op. 110: Fantaisie en sol mineur pour orgue (1934-1935)
Albumblatt pour trompette et piano (1899)
10 Duos pour deux clarinettes

### Piano
Op. 2: Suite sur le Thème "S-A-C-H-A" pour Piano (1883)
Op. 22: Deux Pièces pour Piano (1889)
Op. 23: Valses sur le nom S-A-B-E-L-A pour piano (1890)
Op. 25: Prélude et Deux Mazurkas pour piano (1888)
Op. 31: Trois Études pour piano (1891)
Op. 36: Petite valse en ré majeur pour piano (1892)
Op. 37: Nocturne en ré bémol majeur pour piano (1889)
Op. 41: Grande valse de Concert en mi bémol majeur pour piano (1893)
Op. 42: Trois Miniatures pour piano (1893)
Op. 43: Valse de Salon en ré majeur pour piano (1893)
Op. 49: Trois Pièces pour piano (1894)
Op. 54: Deux Impromptus pour piano (1895)
Op. 62: Prélude et Fugue en ré mineur, pour piano (1899)
Op. 72: Thème et Variations en fa dièse mineur pour piano (1900)
Op. 74: Sonate pour piano no 1 en si bémol mineur (1901)
Op. 75: Sonate pour piano no 2 en mi mineur (1901)
Op. 101: Quatre Préludes et Fugues pour piano (1918-1923)
Op. 103: Idylle en fa dièse majeur pour piano (1926)
Op. 104: Fantaisie en fa mineur pour deux pianos (1919-1920)

### Musique Vocale/Chorale
Op. 4: Cinq Romances, chants (1882-1885)
Op. 27: Deux chants d'après Pouchkine (1887-1890)
Op. 59: Six chants pour voix moyenne (1898)
Op. 60: Six chants (romances d'Alexandre Pouchkine et Apollon Maïkov) pour voix (1897-1898) ()
Op. 63: Cantate festive pour voix solistes, chœur de femmes et deux pianos à huit mains (1898)
Op. 66: Hymne d'après Pouchkine pour chœur de femmes et piano (1899)
Op. 80: Chant sans bornes pour soprano et alto avec accompagnement de piano (1900)
Op. 94: Amour (Любовь) d'après Shukovsky pour chœur mixte a cappella (1907)

## Classement par numéro d'opus
- Op. 1: Quatuor à cordes n°1 en ré majeur (1881-1882)
- Op. 2: Suite sur le thème "S-A-C-H-A" pour Piano (1883)
- Op. 3: Ouverture n°1 en sol mineur pour orchestre « sur trois thèmes grecs » (1882)
- Op. 4: Cinq Romances, chants (1882-1885)
- Op. 5: Symphonie n°1 en mi majeur « Slavonne » (1881-1884)
- Op. 6: Ouverture n°2 en ré majeur pour orchestre « sur trois thèmes grecs » (1883)
- Op. 7: Sérénade n°1 en la majeur pour orchestre (1882)
- Op. 8: À la mémoire d'un héros, élégie pour orchestre (1885)
- Op. 9: Suite caractéristique en ré majeur pour orchestre (1884-1887)
- Op. 10: Quatuor à cordes n°2 en fa majeur (1884)
- Op. 11: Sérénade n°2 en fa majeur pour petit orchestre (1884)
- Op. 12: Poème lyrique en ré bémol majeur pour orchestre (1884-1887)
- Op. 13: Stenka Razine, poème symphonique en si mineur (1885)
- Op. 14: Deux Pièces pour orchestre (1886-1887) : n°1 Idylle ; n°2 Rêverie orientale
- Op. 15: Cinq Novelettes pour quatuor à cordes (1886)
- Op. 16: Symphonie n°2 en fa dièse mineur "À la mémoire de Liszt" (1886)
- Op. 17: Élégie en ré bémol majeur pour violoncelle et piano (1888)
- Op. 18: Mazurka en sol majeur pour orchestre (1888)
- Op. 19: La Forêt, fantaisie en ut dièse mineur pour orchestre (1887)
- Op. 20: Deux Pièces pour violoncelle et orchestre (1887-1888)
- Op. 21: Marche nuptiale, en mi bémol majeur pour orchestre (1889)
- Op. 22: Deux Pièces pour piano (1889)
- Op. 23: Valse sur le nom S-A-B-E-L-A pour piano (1990)
- Op. 24: Rêverie en ré bémol majeur pour cor et piano (1890)
- Op. 25: Prélude et Deux Mazurkas pour piano (1888)
- Op. 26: Quatuor à cordes n°3 en sol majeur "Quatuor Slave" (1886-1888)
- Op. 26A: Fête slave, (orchestration du 4e mouvement du Quatuor n°3)
- Op. 27: Deux chants d'après Pouchkine (1887-1890)
- Op. 28: La Mer, fantaisie en mi majeur pour orchestre (1889)
- Op. 29: Rhapsodie orientale en sol majeur pour orchestre (1889)
- Op. 30: Le Kremlin, tableau symphonique en trois parties (1890)
- Op. 31: Trois Études pour piano (1891)
- Op. 32: Méditation en ré majeur pour violon et orchestre (1891)
- Op. 32A: Méditation en ré majeur pour violon et piano (1891)
- Op. 33: Symphonie n°3 en ré majeur (1890)
- Op. 34: Le Printemps, tableau symphonique en ré majeur (1891)
- Op. 35: Suite en ré majeur pour quatuor à cordes (1887-1891)
- Op. 36: Petite valse en ré majeur pour piano (1892)
- Op. 37: Nocturne en ré bémol majeur pour piano (1889)
- Op. 38: In Modo Religioso, quatuor pour trompette, cor et deux trombones (1892)
- Op. 39: Quintette à cordes en la majeur pour quatuor à cordes et violoncelle (1891-1892)
- Op. 40: Marche Triomphale pour grand orchestre et chœur (1892)
- Op. 41: Grande Valse de Concert en mi bémol majeur pour piano (1893)
- Op. 42: Trois Miniatures pour piano (1893)
- Op. 43: Valse de Salon en ré majeur pour piano (1893)
- Op. 44: Élégie pour alto et piano (1893)
- Op. 45: Carnaval, ouverture pour grand orchestre et orgue en fa majeur (1892)
- Op. 46: Chopiniana, suite pour orchestre d'après des pièces de piano de Chopin (1893)
- Op. 47: Valse de Concert n°1 en ré majeur pour orchestre (1893)
- Op. 48: Symphonie n°4 en mi bémol majeur (1893)
- Op. 49: Trois Pièces pour piano (1894)
- Op. 50: Cortège solennel en ré majeur pour orchestre (1894)
- Op. 51: Valse de Concert n°2 en fa majeur pour orchestre (1894)
- Op. 52: Scènes de ballet, suite, not intended as dance piece (1894)
- Op. 53: Fantaisie Des ténèbres à la lumière pour orchestre (1894)
- Op. 54: Deux Impromptus pour piano (1895)
- Op. 55: Symphonie n°5 en si bémol majeur (1895)
- Op. 56: Cantate du Couronnement pour quatre solistes, chœur et orchestre (1895)
- Op. 57: Raymonda, ballet en trois actes (1898)
- Op. 58: Symphonie n°6 en ré mineur (1896)
- Op. 59: Six chants pour voix moyennes (1898)
- Op. 60: Six chants (romances sur des poésies d'Alexandre Pouchkine et Apollon Maïkov) pour voix (1897-1898) ()
- Op. 61: Les Ruses d'Amour ou The Trial of Damis ou Lady Soubrette, ballet en un acte (1900)
- Op. 62: Prélude et Fugue en ré mineur, pour piano (1899)
- Op. 63: Cantate festive pour voix solistes, chœur de femmes et deux pianos à huit mains (1898)
- Op. 64: Quatuor à cordes n°4 en la mineur (1894)
- Op. 65: Cantate d'après Pouchkine pour voix solistes, chœur et orchestre (1899)
- Op. 66: Hymne d'après Pouchkine pour chœur de femmes et piano (1899)
- Op. 67: Les Saisons, ballet en un acte (1900)
- Op. 68: "Pas de caractère" de Raymonda en sol majeur pour orchestre (1899)
- Op. 69: Intermezzo romantico en ré majeur pour orchestre (1900)
- Op. 70: Quatuor à cordes n°5 en ré mineur (1898)
- Op. 71: Chant du Ménestrel pour violoncelle et piano (1900) (une version existe pour violoncelle et orchestre)
- Op. 72: Thème et Variations en fa dièse mineur pour piano (1900)
- Op. 73: Ouverture solennelle pour orchestre (1900)
- Op. 74: Sonate pour piano n°1 en si bémol mineur (1901)
- Op. 75: Sonate pour piano n°2 en mi mineur (1901)
- Op. 76: Marche sur un thème russe en mi bémol majeur (1901)
- Op. 77: Symphonie n°7 "Pastorale" en fa majeur (1902-1903)
- Op. 78: Ballade en fa majeur pour orchestre (1902)
- Op. 79: Du Moyen Âge, suite en mi majeur pour orchestre (1902)
- Op. 80: Chant sans bornes pour soprano et alto avec accompagnement de piano (1900)
- Op. 81: Scène dansée en la majeur pour orchestre (1904)
- Op. 82: Concerto en la mineur pour violon et orchestre (1904)
- Op. 83: Symphonie n° 8 en mi bémol majeur (1905-1906)
- Op. 84: Le Chant du destin, ouverture dramatique en ré mineur pour orchestre (1908)
- Op. 85: Deux Préludes pour orchestre (1906)
- Op. 86: Fantaisie Russe en la majeur pour orchestre de balalaïkas (1906)
- Op. 87: À la mémoire de Gogol, prologue symphonique en ré majeur (1909)[2]
- Op. 88: Fantaisie finnoise en ré majeur pour orchestre (1909)
- Op. 89: Esquisses finnoises en mi majeur pour orchestre (1912)
- Op. 90: Introduction et Danse de Salomé, au drame d'Oscar Wilde (1908)
- Op. 91: Cortège solennel en si bémol majeur pour orchestre (1910)
- Op. 92: Concerto n° 1 en fa mineur pour piano et orchestre (1910-1911)
- Op. 93: Prélude et Fugue n° 1 en ré majeur pour orgue (1906-1907)
- Op. 94: Amour (Любовь) d'après Shukovsky pour chœur mixte a cappella (1907)
- Op. 95: Musique pour le drame Le Roi des Juifs d'après K. K. Romanov (1913)
- Op. 96: Paraphrase sur l'Hymne des Alliés pour orchestre (1914-1915)
- Op. 97: Chant des bateliers de la Volga pour chœur et orchestre (1918)
- Op. 98: Prélude et Fugue n°2 en ré mineur pour orgue (1914)
- Op. 99: Légende karélienne en la mineur pour orchestre (1916)
- Op. 100: Concerto n°2 en si majeur pour piano et orchestre (1917)
- Op. 100A/B: Mazurka-oberek (1917) pour violon et orchestre ou piano (1917)
- Op. 101: Quatre Préludes et Fugues pour piano (1918-1923)
- Op. 102: Romance de Nina d'après la pièce Mascarade (1918)
- Op. 103: Idylle en fa dièse majeur pour piano (1926)
- Op. 104: Fantaisie en fa mineur pour deux pianos (1919-1920)
- Op. 105: Élégie en ré mineur pour quatuor à cordes en mémoire de M. P. Belyayev (1928)
- Op. 106: Quatuor à cordes n°6 en si bémol majeur (1920-1921) (Listings with details about opp. 105 et 106)
- Op. 107: Quatuor à cordes n°7 en ré majeur "Hommage au passé" (1930)
- Op. 108: Concerto Ballata en ré majeur pour violoncelle et orchestre (1931)
- Op. 109: Quatuor pour saxophones en si bémol majeur (1932)
- Op. 109: Concerto pour saxophone alto et orchestre à cordes en mi bémol majeur (1934) (même numéro d'opus du quatuor)
- Op. 110: Fantaisie en sol mineur pour orgue (1934-1935)

### Œuvres sans numéro d'opus
- Sonate facile pour piano (1880?)
- Idylle pour cor et quatuor à cordes (arr. de l'op. 14 no 1) (1884)
- Rêverie orientale pour clarinette et quatuor à cordes (arr. de l'op. 14 no 2) (1886)
- Barcarolle sur les touches noires (1887)
- Fanfares pour le 25e anniversaire de la carrière de Rimsky-Korsakov (1890)
- 10 Duos pour deux clarinettes
- Thème et variations pour cordes (1895)
- Albumblatt pour trompette et piano (1899)
- Procession solennelle en sol majeur (1907)
- Symphonie no 9 en ré mineur (1910, premier mouvement incomplet)
- Mascarade - Musique de scène pour le drame de Lermontov (1912-13)
- Deux préludes-improvisations pour piano (1918)
- Prélude et fugue pour piano en mi mineur (1926)
- Poème épique pour orchestre en la mineur (1933-34)

## Sources
- (en) Cet article est partiellement ou en totalité issu de l’article de Wikipédia en anglais intitulé « List of compositions by Alexander Glazunov » (voir la liste des auteurs).